# 魅形無線鰨
魅形無線鰨為輻鰭魚綱鰈形目鰨亞目舌鰨科的其中一種，為深海魚類，分布於東南太平洋厄瓜多、加拉巴哥群島海域，棲息深度496-501公尺，體長可達11.3公分，棲息在底層水域，生活習性不明。

## 扩展阅读
維基物種上的相關：魅形無線鰨